# 항바이러스제

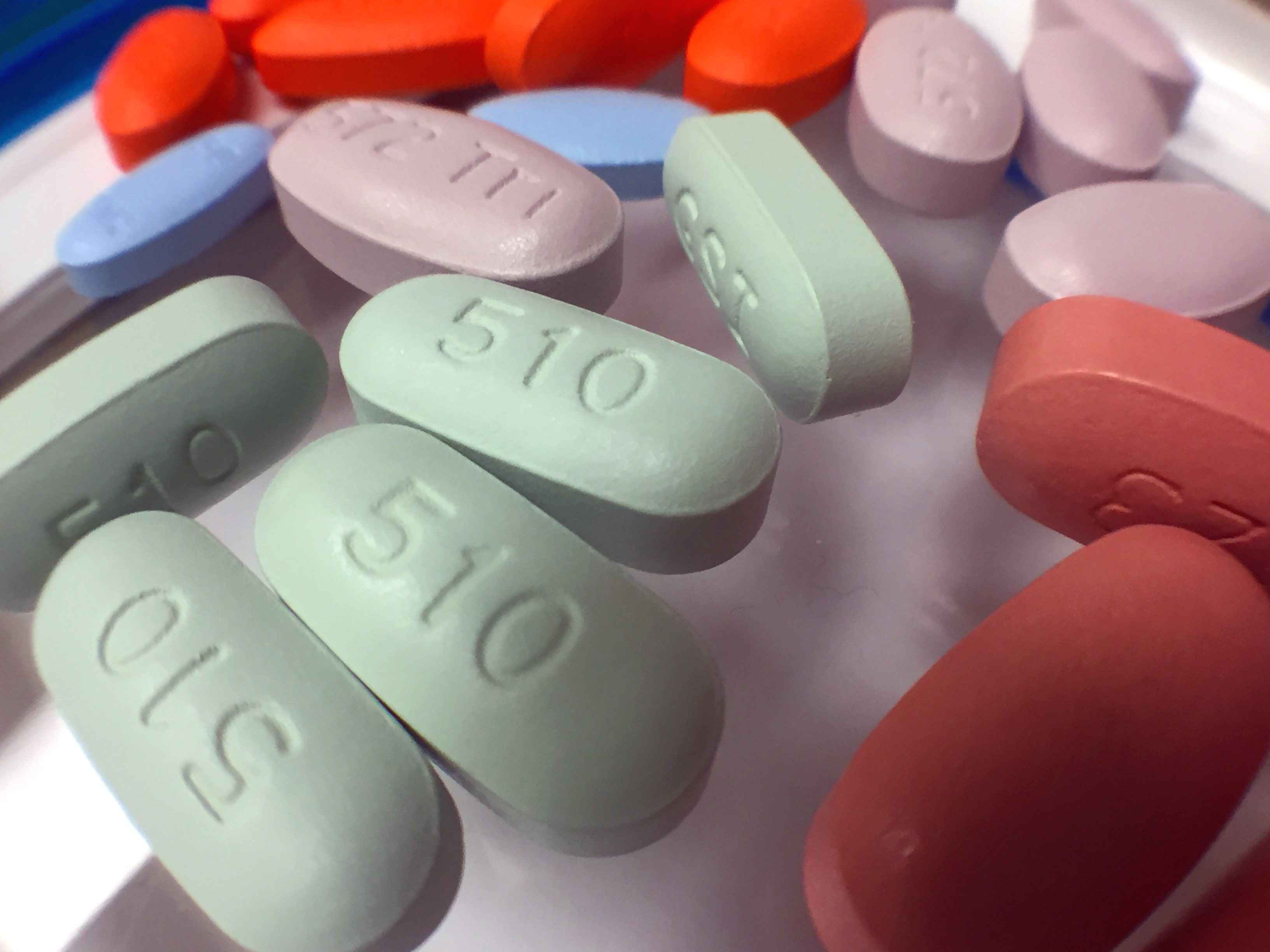

항바이러스제(抗-劑, 영어: antiviral drug, 바이러스약)는 항균제의 분류 중 하나이며 바이러스 감염 치료에 특화된 의약품이다.

## 종류 및 공통특성
항바이러스제는 바이러스의 생활사를 방해하므로써 작용 하며 따라서 어떤 단계의 생활사를 방해하는가 에따라 항바이러스제의 약리기전 에 따른 종류가 나뉘며, 그종류는 다음과 같다.

### 바이러스 부착 및 침투 억제제
바이러스 부착 및 침투 억제제는 인체에 유입된 바이러스가 복제 단계를 수행하기 위해 거치는 단계 들인 특정 단백질을 사용해 숙주세포 표면에 달라붙는 부착 단계와 그다음 단게인 부착한 세포를 뚫고 들어가는 침투 단계 들 중 하나를 방해하여 바이러스의 수를 감소 시켜 바이러스의 감염을 치료하는 항바이러스제이며, 이 종류에 속하는 항바이러스제는 편집일 기준 에이즈 치료제인 CCR5 억제제가 있다.

### 바이러스 증식 억제제
바이러스 증식 억제제는 세포에 침입한 바이러스가 복제 단계를 수행하기 위해 필요한 효소들의 활성을 저해 시켜 복제 단계를 방해하는 방식으로 작용하는 항바이러스제이며, 대부분의 항바이러스제가 이종류에 속한다.
항바이러스제는 이런 약리기전에 따른 분류 말고도 목적에 따른 분류도 존재하며 독감 치료제, 헤르페스 치료제, B형간염 치료제, C형간염 치료제, 에이즈 치료제 등이 있다.
항바이러스제는 약리기전별,사용목적별로 특성이 다르지만 공통적인 특성은 특정 항바이러스제는 특정 바이러스에 의한 감염만을 치료할 수 있다는 것,바이러스를 직접적으로 파괴하지 않는다는 것과(바이러스를 직접적으로 파괴하는 물질은 바이러스 박멸제 라고 한다.)대부분은 인간에게는 비교적 무해하기 때문에 약물 치료용으로 사용된다는 것 이 있다.

## 기타
유칼립튜스 기름이나 여러 에센셜 오일에서 항바이러스제 성분이 나오기도 한다.

## 같이 보기
- CCR5 수용체 길항제의 발견 및 개발 (HIV에 적용)
- 단일 클론 항체
- 항바이러스제 목록
- 항프리온제와 아스테미졸
- 살균제
- 항생제
- 항진균제
- 살바이러스제

## 추가 자료
- Lindequist, U.; Niedermeyer, T.H.J.; Jülich, W.D. (2005). “The Pharmacological Potential of Mushrooms”. 《Evid Based Complement Alternat Med.》 2 (3): 285–99. doi:10.1093/ecam/neh107. PMC 1193547. PMID 16136207. 2009년 4월 27일에 원본 문서에서 보존된 문서. 2014년 10월 10일에 확인함.